# MetroRail Houston
Die MetroRail Houston, in Kurzform METRO genannt, ist nach dem Dallas Area Rapid Transit das zweite Light Rail System in Texas. Der öffentliche Personennahverkehr wurde am 1. Januar 2004 auf einer oberirdischen 12 km langen Linie mit 16 Haltestellen eröffnet (Red Line). Ende 2013 wurde eine Verlängerung dieser Linie um weitere 8,5 km in Betrieb genommen. 2015 wurden zwei weitere Linien eröffnet, die Green Line und die Purple Line.
Betreiber ist die Metropolitan Transit Authority of Harris County. Der Fahrzeugpark besteht aus 37 Niederflur-Bahnen Typ Siemens Avanto sowie 39 weiteren des Typs CAF Urbos.

## Geschichte

### Vorgängerbetrieb (1868–1940)
Das erste Straßenbahnsystem in Houston wurde 1868 eröffnet, als die Houston City Railroad Company entlang der McKinney Street eine Pferdestraßenbahn in Betrieb nahm. 1870 übernahm die Houston City Street Railway den Betrieb und baute das Netz entlang der Hauptstraßen aus, wobei das Netz auch 1883 durch die Übernahme der im selben Jahr eröffneten Bayou City Street Railway sowie 1890 durch die Übernahme eines 1889 gegründeten Betriebs, welches ebenfalls Bayou City Street Railway hieß, wuchs. 1891 wurde mit der Elektrifizierung des Streckennetzes, welches zu diesem Zeitpunkt eine Streckenlänge von 50 Meilen (80,45 Kilometern) besaß, die von 50 Straßenbahnwagen und 300 Pferden befahren wurden, begonnen, welche 1892 abgeschlossen war. Nachdem das Unternehmen 1894 insolvent gegangen war, wurde es 1896 verkauft und in Houston Electric Street Railway Company umbenannt, wobei das Unternehmen 1901 von der Houston Electric Company übernommen wurde. 1911 wurde eine Interurban-Strecke nach Galveston in Betrieb genommen. Seit 1927 wurden keine Streckenausbauten mehr vorgenommen und ab 1936 begann die Umstellung auf Busbetrieb, welche mit Stilllegung der letzten Linie am 9. Juni 1940 abgeschlossen war.

### Gescheiterte Planungen

#### Transit Action Plan
1971 wurde mit dem Transit Action Plan zum ersten Mal seit der Stilllegung des Straßenbahnnetzes versucht, ein innerstädtisches SPNV-Netz in der Stadt einzurichten. Der Plan, welcher vom Unternehmen Rapid Transit Lines, ein Nachfolgeunternehmen der Houston Electric Company, ausarbeitet worden war, sah ein Schnellbahnnetz entlang von Stadtautobahnen vor, welches im ersten Abschnitt, welcher bis zum Ende der 1970er Jahre fertiggestellt werden sollte, den Südwesten, den Westen und den Nordosten der Stadt miteinander auf einer Streckenlänge von 40 Meilen (60 Kilometern) verbinden sollte, wobei in der Innenstadt eine unterirdische Streckenführung vorgesehen war. Zusätzlich waren Busspuren auf dem North Freeway, dem South Freeway und dem Gulf Freeway vorgesehen. In einem zweiten Abschnitt, welcher bis 1990 realisiert werden sollte, sollten die bestehenden Strecken ausgebaut und zusätzlich zwei neue Strecken gebaut werden, womit das Netz eine Länge von 80 Meilen (130 Kilometern) gehabt hätte. Die Planungen wurden eingestellt, nachdem ein 1973 durchgeführtes Referendum ein negatives Abstimmungsergebnis ergeben hatte.

#### Houston Rail Rapid Transit Project
Nachdem die ursprünglichen Planungen aus dem Transit Action Plan abgelehnt worden waren, begann die Stadt Houston, welche in der Zwischenzeit die Rapid Transit Lines übernommen hatte, 1978 mit Planungen für ein neues System auf Grundlage des Transit Action Plan. 1980 wurde nach einer Analyse beschlossen, den Southwest/Westpark-Korridor, welcher mit einer Länge von 13,1 Meilen (21,1 Kilometern) parallel zum Southwest Freeway verlaufen sollte, zu untersuchen. Die Strecke sollte von der Innenstadt aus entlang der Main Street über Elgin nach West Belt verlaufen. Dabei wurden folgende Optionen untersucht:
| Variante                                     | Fahrgäste/Tag (Prognose) | Kosten (in US-$) |
| -------------------------------------------- | ------------------------ | ---------------- |
| Bus Rapid Transit auf aufgeständerter Trasse | 203.500                  | 878 Mio.         |
| Stadtbahn auf Hochbahntrasse                 | 213.400                  | 1.297 Mio.       |
| unterirdische Stadtbahntrasse                | 226.800                  | 1.572 Mio.       |
| U-Bahn mit Tunnelstrecke durch Innenstadt    | 223.700                  | 1.366 Mio.       |

1980 wurden die Pläne modifiziert, indem die Planungen um 5,1 Meilen (8,2 Kilometer) nach Norden entlang der Autobahn I-10 bis Crosstimbers erweitert wurden. Die Trasse sollte auf einer Länge von 11,5 Meilen (18,5 Kilometer) aufgeständert als Hochbahn, 1,9 Meilen (3,1 Kilometer) unterirdisch sowie 4,8 Meilen (7,7 Kilometer) ebenerdig trassiert werden. Es war vorgesehen, 17 Stationen, davon acht aufgeständert, sechs ebenerdig und drei unterirdisch, zu errichten, wobei das Depot in Cavalcade vorgesehen war. Das modifizierte Projekt, welches als Voll-U-Bahn vorgesehen war, hatte eine Streckenlänge von 18,5 Meilen (29,8 Kilometer), wobei das Projekt mit einem Wert von 2,35 Mrd. US-$ neben der Beschaffung von 130 Wagen auch die Beschaffung von rund 400 Bussen vorgesehen hätte. Nachdem auch diese Planung bei einem Referendum 1983 abgelehnt worden war, wurden die Planungen eingestellt.

#### Einschienenbahn
Nach dem Scheitern des Referendums von 1983 wurden Planungen für ein neues spurgeführtes Verkehrssystem aufgenommen. Nachdem 1988 ein Referendum angenommen wurde, welches Planungen für ein Spurgeführtes Verkehrssystem zustimmte, wurde mit den Planungen für eine Einschienenbahn begonnen. Die Strecke sollte entlang des Southwest/Westpark-Korridor auf einer Länge von 14 Meilen (23 Kilometer) von der Innenstadt aus in Richtung Westen verlaufen, wobei der Baubeginn für 1993 und die Eröffnung für 1998 vorgesehen war. Für spätere Zeitpunkte waren eine Zweigstrecke zum Texas Medical Center und zum Astrodome sowie eine Zweigstrecke zur Texas Southern University und zur University of Houston vorgesehen. Nachdem finanzielle Zuwendungen des Bundes gestrichen wurden und 1992 ein neuer Bürgermeister gewählt wurde, der den Plänen kritisch gegenüberstand, wurden die Planungen beendet und die dafür vorgesehenen finanziellen Mittel für den Straßenbau sowie für Polizeistreifen verwendet.

### Aktuelles System
1997 wurde mit der Planung eines Stadtbahnnetzes begonnen, wobei die Planungen aufgrund von Rechtsstreitigkeiten und politischen Unstimmigkeiten ohne Verwendung von Bundesmitteln getätigt wurden. Der Spatenstich für die erste Strecke fand am 14. März 2001 statt. Am 1. Januar 2004 fand die Eröffnung des ersten Abschnitts zwischen Fannin South und University of Houston-Downtown, welcher heute Teil der roten Linie ist, statt.
2003 wurden Planungen für folgende Ausbauten vorgestellt, die in einem Referendum angenommen wurden:
| Strecke                                    | Länge                | Anzahl Haltestellen | aktueller Stand                                                                         |
| ------------------------------------------ | -------------------- | ------------------- | --------------------------------------------------------------------------------------- |
| University of Houston-Downtown – Northline | 5,4 Meilen (8,7 km)  | 4                   | am 21. Dezember 2013 als Teil der roten Linie eröffnet                                  |
| Downtown – Palm Center                     | 9,9 Meilen (15,9 km) | 13                  | teilweise am 23. Mai 2015 als violette Linie eröffnet                                   |
| Dowling – Gulfgate Center                  | 6,0 Meilen (9,7 km)  | 4                   | teilweise am 23. Mai 2015 als grüne Linie eröffnet                                      |
| Hillcroft T. C. – Wheeler T. C.            | 6,6 Meilen (10,6 km) | 4                   | Realisierung als BRT geplant                                                            |
| Bellaire – Northwest T. C.                 | 4,4 Meilen (7,1 km)  | 7                   | am 23. August 2020 als silberne Linie des BRT-Netzes eröffnet                           |
| Northwest T. C. – Downtown                 | 7,4 Meilen (11,9 km) | 6                   | Trassensicherung während Ausbau des Katy Freeway entfernt, Planungen in BRT modifiziert |

Am 21. Dezember 2013 wurde die rote Linie von der Station University of Houston-Downtown nach Northline verlängert.
Am 23. Mai 2015 wurden die violette und die grüne Linie eröffnet, wobei beide Linien von der Station Theater District aus in Richtung Osten gemeinsam nach EaDo/Stadium führen, wobei von dort aus die grüne Linie weiter nach Magnolia Park Transit Center und die violette Linie in Richtung Südosten nach Palm Center Transit Center führt.
Die Planungen für die Strecke zwischen dem Northwest Transit Center und Downtown wurden 2005 eingestellt, da dafür die vorgesehene Trasse seitens des Bundesstaates Texas für den Ausbau des Katy Freeways vorgesehen war. Die Strecke zwischen Bellaire und dem Northwest Transit Center wurde 2013 aus Kostengründen in eine Bus-Rapid-Transit-Strecke umgeplant, welche am 23. August 2020 eröffnet wurde und seitdem mit Gelenkbussen unter der Bezeichnung METRORapid befahren wird, wobei die Strecke auf eine zukünftige Umstellung auf Stadtbahnbetrieb vorbereitet wurde.

## Linien

Linienplan der MetroRail

Das Streckennetz wird aktuell von der roten Linie, der grünen Linie und der violetten Linie befahren. Knotenpunkt ist die Station Central Station.
Als Besonderheit wird auf der roten Linie auf Höhe der Haltestelle Main Street Square ein Springbrunnen durchquert.

### Haltestellen

#### Red Line
(Quelle:)
- Fannin South Station
- Stadium Park/Astrodrome Station
- Smith Lands Station
- TMC Transit Center
- Dryden/TMC Station
- Memorial Hermann Hospital/Houston Zoo Station
- Hermann Park/Rice University Station
- Museum District Station
- Wheeler Station
- Ensemble/HCC Station
- McGowen Station
- Downtown Transit Center
- Bell Station
- Main Street Square Station
- Central Station Main
- Preston Station
- University of Houston-Downtown Station
- Burnett Transit Center/Casa de Amigos Station
- Quitman/Near Northside Station
- Fulton/North Central Station
- Moody Park Station
- Cavalcade Station
- Lindale Park Station
- Melbourne/North Lindale Station
- Northline Tansit Center/HCC Station

#### Green Line
(Quelle:)
- Theater District Station
- Central Station Rusk/Central Station Capitol
- Convention District Station
- EaDo/Stadium Station
- Coffee Plant/Second Ward Station
- Lockwood/Eastwood Station
- Altic/Howard Hughes Station
- Cesar Chavez/67th Street Station
- Magnolia Park Transit Center

#### Purple Line
(Quelle:)
- Theater District Station
- Central Station Rusk/Central Station Capitol
- Convention District Station
- EaDo/Stadium Station
- Leeland/Third Ward Station
- Elgin/Third Ward Station
- Texas Southern University/University of Houston Athletics District Station
- University of Houston South/University Oaks Station
- MacGregor Park/Martin Luther King, Junior Station
- Palm Center Transit Center

## Betrieb

### Takte
Betriebsbeginn auf allen Linien ist am Werktagen um 3:30 Uhr und an Wochenenden um 4:30 Uhr. Betriebsschluss ist um 0:30 Uhr.

#### Rote Linie
Auf der roten Linie wird an Werktagen von Betriebsbeginn bis 18 Uhr ein 6-Minuten-Takt, danach bis 21:35 Uhr ein 12-Minuten-Takt und anschließend bis zum Betriebsschluss ein 18-Minuten-Takt gefahren. Am Wochenende ist der Betriebsbeginn um 4:30 Uhr. Bis 21:30 Uhr wird ein 12-Minuten-Takt gefahren, welcher anschließend bis zum Betriebsschluss auf einen 18-Minuten-Takt verdünnt wird.

#### Grüne und violette Linie
Ab Betriebsbeginn wird sowohl auf der grünen Linie als auch auf der violetten Linie an Werktagen bis 21:45 Uhr ein 12-Minuten-Takt und anschließend bis zum Betriebsschluss ein 18-Minuten-Takt gefahren. Am Wochenende wird ganztägig ein 18-Minuten-Takt gefahren.

### Tarife
Der Fahrpreis beträgt unabhängig von der gefahrenen Strecke 1,25 US$, für Schüler, Senioren zwischen 65 und 69 Jahren und für Menschen mit Behinderungen 0,60 US$. Senioren ab 70 Jahren mit einer entsprechenden METRO Q® Fare Card fahren gratis.

## Rollmaterial
Aktuell werden vier Baureihen eingesetzt, die allesamt Zweirichtungswagen mit einem Niederfluranteil von 70 % sind.

### Baureihe H1
Für den ersten Abschnitt der roten Linie zwischen Fannin South und University of Houston-Downtown wurden 2001 zunächst 15 Fahrzeuge vom Typ Siemens S70 bestellt. 2002 wurden, noch vor Inbetriebnahme des Netzes, zusätzlich drei weitere Fahrzeuge bestellt. Die Fahrzeuge, von denen insgesamt 18 Stück existieren, sind 29,35 Meter lang, verfügen über eine Kapazität von bis zu 241 Fahrgästen, davon 72 auf Sitzplätzen, und erreichen eine Höchstgeschwindigkeit von 106 km/h, wobei sie konstruktiv für Geschwindigkeiten bis zu 120 km/h ausgelegt sind. Aktuell werden die Fahrzeuge, welche die Wagennummern 101–118 tragen und zwischen 2003 und 2004 ausgeliefert wurden, entweder als Solowagen oder in Doppeltraktion auf der roten Linie eingesetzt.

### Baureihe H2
Zur Abdeckung von Streckenausbauten wurden bei CAF im Mai 2010 insgesamt 105 Fahrzeuge bestellt, von denen zwei Fahrzeuge im CAF-Werk in Beasain und die restlichen Fahrzeuge unter Berücksichtigung des Buy America Acts in den USA gebaut werden sollten. Nachdem das Bundesverkehrsministerium im Oktober 2010 festgestellt hat, dass die Beschaffung aufgrund von Unstimmigkeiten bezüglich der Auftragsvergabe nicht den Richtlinien des Buy America Acts entspricht, wurde die bestehende Vereinbarung aufgelöst. Als Ersatz wurden 2011 bei Siemens 19 Fahrzeuge vom Typ S70 bestellt, wobei eine Option verwendet wurde, die ursprünglich Teil einer aus 70 Fahrzeugen bestehenden Option für die Stadtbahn Salt Lake City war, welche 2007 vereinbart wurde, allerdings auf wirtschaftlichen Gründen nicht wahrgenommen wurde. Die Fahrzeuge wurden im Oktober 2012 ausgeliefert und sind seit Dezember 2012 im Einsatz.
Die Baureihe H2 unterscheidet sich durch ihre flachere Front, ihrer geringeren Länge von 25,99 Metern, ihrer geringeren Kapazität von 225 Fahrgästen, davon 60 auf Sitzplätzen sowie ihrer niedrigeren Höchstgeschwindigkeit von 88 km/h, wobei konstruktiv bis zu 95 km/h möglich sind, von der Baureihe H1. Die Fahrzeuge der Baureihe H2 werden entweder als Solowagen oder in Doppeltraktion auf der roten Linie eingesetzt, wobei die Fahrzeuge auch in gemischten Doppeltraktionen mit Fahrzeugen der Baureihe H1 eingesetzt werden.

### Baureihe H3
Nachdem die 2010 getätigte Bestellung bei CAF storniert werden musste, wurden im September 2011 bei CAF insgesamt 39 Fahrzeuge vom Typ Urbos für den Einsatz auf der grünen und der violetten Linie bestellt. Nachdem ursprünglich eine Inbetriebnahme für 2014 geplant war, befinden sich die Fahrzeuge, die in Elmira gebaut wurden, seit Anfang 2015 im Einsatz. Die Fahrzeuge sind 29,1 Meter lang, verfügen über eine Kapazität von 242 Fahrgästen und erreichen eine Geschwindigkeit von bis zu 92,8 km/h. Die Fahrzeuge sind auf allen Linien entweder einzeln oder in Doppeltraktion in Einsatz.

### Baureihe H4
Im Februar 2019 wurden bei Siemens 14 Fahrzeuge vom Typ S70 bestellt, um steigende Fahrgastzahlen bewältigen zu können. Die Fahrzeuge entstammen aus einer Option, welche ursprünglich für die Stadtbahn Minneapolis/St. Paul zur Bedienung von Streckenverlängerungen vereinbart wurden, allerdings mangels Bedarf nicht wahrgenommen wurden. Die Fahrzeuge sind seit dem 15. Januar 2022 auf der roten Linie in Einsatz.

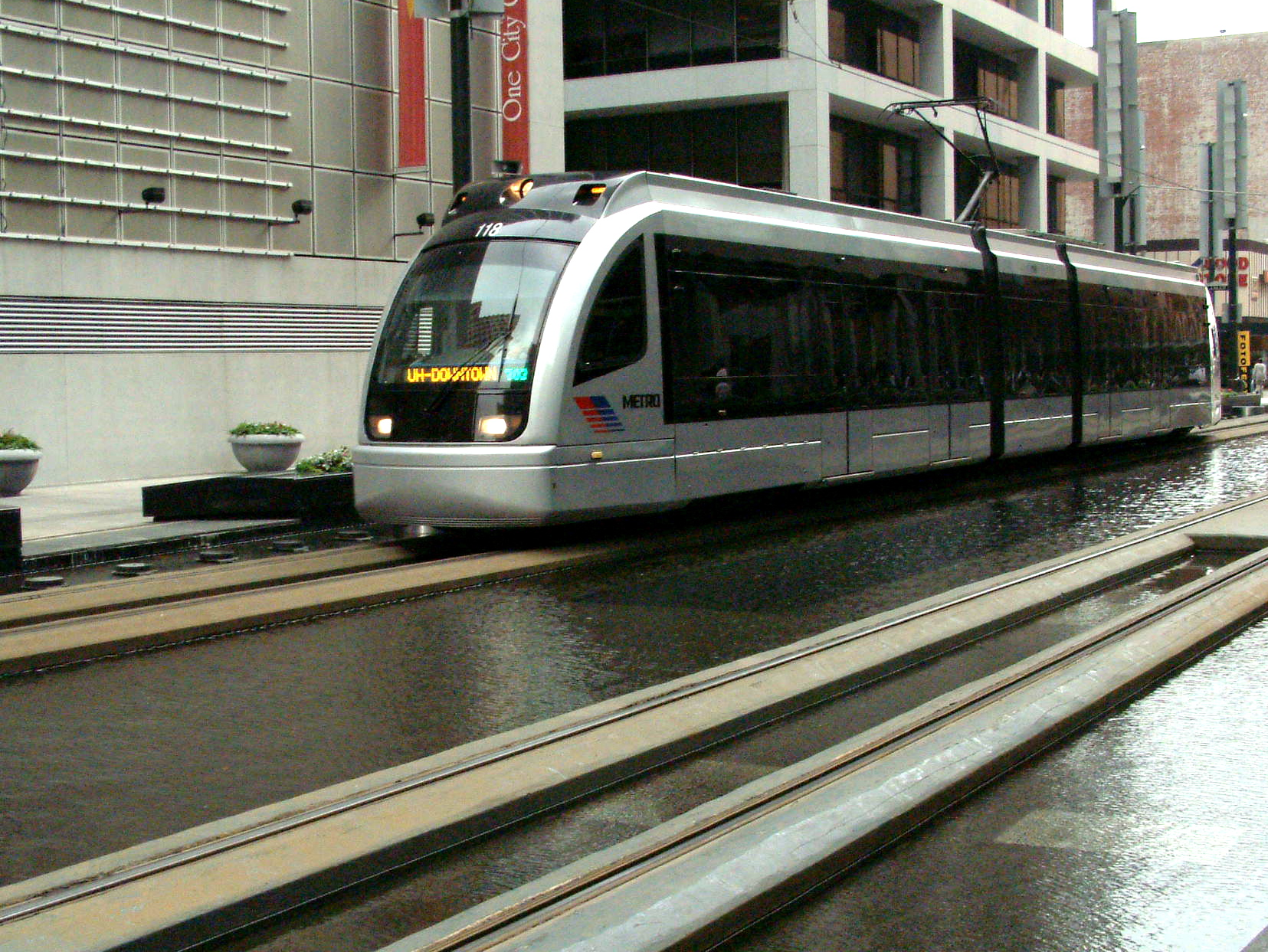
Triebwagen der Baureihe H1 an der Haltestelle Main Street Square
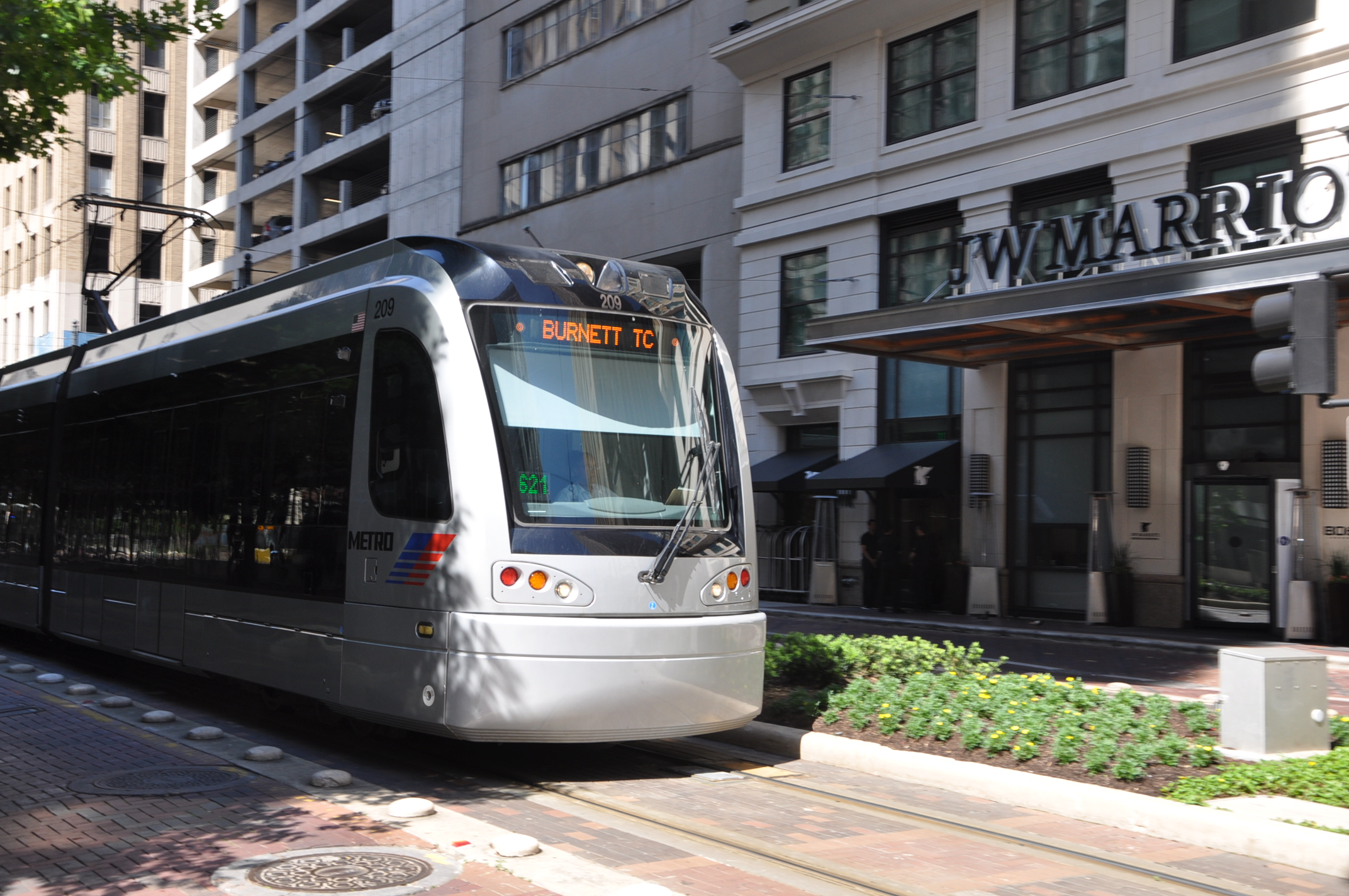
Triebwagen der Baureihe H2 in der Nähe der Haltestelle Central Station
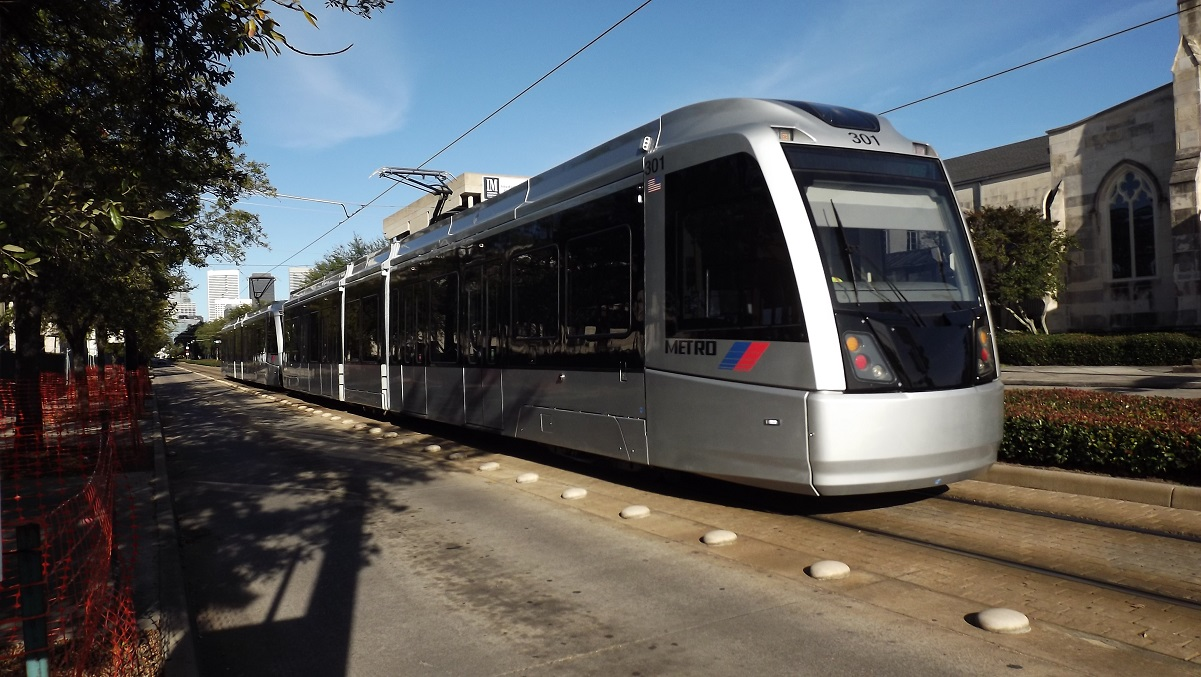
H3-Doppeltraktion an der Haltestelle Ensemble/HCC

## Ausbaupläne
2019 wurden Ausbauplanungen vorgestellt, welche eine Verlängerung der grünen und der violetten Linie zum William P. Hobby Airport im Südwesten der Stadt sowie eine Verlängerung zum städtischen Gericht vorsehen. Zusätzlich soll die rote Linie nach North Shepherd verlängert werden. Zur Ergänzung des Stadtbahnnetzes sollen außerdem das Bus Rapid Transit-Strecken vom geplanten Endpunkt der roten Linie in North Sheppard zum George Bush Intercontinental Airport sowie nach Greenspoint, von Downtown zum Northwest Transit Center, wo eine Anbindung des geplanten Bahnhofs der Texas Central Railway geplant ist, zwischen Westchase und Tidwell sowie zwischen West Little York und Missouri City verlaufen und damit zuvor als Stadtbahn vorgesehene Strecken übernehmen.